# Echinocereus scheeri
Echinocereus scheeri ist eine Pflanzenart in der Gattung Echinocereus aus der Familie der Kakteengewächse (Cactaceae). Das Artepitheton scheeri ehrt den deutschen Händler und Pflanzenliebhaber Frederick Scheer.

## Beschreibung
Echinocereus scheeri wächst in der Regel mit zahlreichen von ihrer Basis her sprossenden Trieben und bildet manchmal aufrechte, aber meist ausgespreizte oder kriechende Gruppen. Die zylindrischen Triebe sind zu ihrer Spitze hin verjüngt. Sie sind 10 bis 70 Zentimeter lang und weisen Durchmesser von 1,5 bis 4 Zentimeter auf. Es sind vier bis zehn deutlich stumpfe Rippen vorhanden, die an ihren Seiten gerade und gelegentlich gehöckert sind. Die bis zu vier weißen bis bräunlichen Mitteldornen, die auch fehlen können, weisen Längen von 0,1 bis 2 Zentimeter auf. Die meist 6 bis 13 weißen bis hellbraunen Randdornen sind 1 bis 7 Millimeter lang.
Die röhrenförmig-trichterförmigen Blüten sind rosafarben bis orangefarben bis scharlachrot. Sie erscheinen entlang der Seiten der Triebe aus scharf gespitzten Knospen, sind 6 bis 12 Zentimeter lang und erreichen Durchmesser von 4 bis 6 Zentimeter. Die  kurz eiförmigen Früchte sind leuchtend grün und enthalten weißes Fruchtfleisch. Sie reißen längs auf und sind mit leicht abfallenden Dornen besetzt.

## Verbreitung, Systematik und Gefährdung
Echinocereus scheeri ist in den mexikanischen Bundesstaaten Sonora, Sinaloa, Chihuahua und Durango verbreitet.
Die Erstbeschreibung als Cereus scheeri durch Joseph zu Salm-Reifferscheidt-Dyck wurde 1850 veröffentlicht. Frederick Scheer stellte die Art 1856 in die Gattung Echinocereus.
Es werden folgende Unterarten unterschieden:
- Echinocereus scheeri subsp. scheeri
- Echinocereus scheeri subsp. gentryi (Clover) N.P.Taylor

In der Roten Liste gefährdeter Arten der IUCN wird die Art als „Least Concern (LC)“, d. h. als nicht gefährdet geführt.

## Nachweise